# Јеврем Дамјановић
Јеврем Дамјановић (Београд, 16. април 1880 — Београд, 22. јула 1962) био је високи официр српске војске и дивизијски генерал Југословенске војске, учесник балканских ратова, Првог светског рата и Другог светског рата. Маршал двора краља Петра I   и краља Александра I од 1918. до 1927. године.

## Биографија
Рођен је 16. априла 1880. године у Београду, од оца Јована, пуковника српске војске. Потомак је Јеврема Баруџије чији су преци населили Ваљевски крај из Црне Горе. Имао је и млађу сестру Анђелију. Војну каријеру започео је 1890. године као питомац 29. класе Ниже школе Војне Академије. Даље школовање је наставио као питомац 8. класе више школе Војне академије.

## Активна служба
По завршетку усавршавања унапређен је у чин артиљеријског потпоручника и распоредом одређен је за водника градског артиљеријског пука а 27. октобра 1900. године премештен за водника у коњичкој батерији. Током службовања унапређен је у чин поручника. Премештен је 10. октобра 1905. године за водника Другог дивизиона Дунавског артиљеријског пука. Дана 11. октобра 1906. године, по потреби службе именован  за командира 7. батерије брдског артиљеријског пука и унапређен у чин капетана друге класе. 18. септембра 1907. године разрешен је дужности и упућен на обуку планинске артиљерије у Француску. По повратку са обуке 4. октобра 1908. године, постављен је на дужност за командира 9. батерије брдског артиљеријског пука. У чин капетана прве класе унапређен је 1. јануара 1910. а наредне 1911. године на исти дан одликован је Медаљом за војничке врлине.
По избијању Првог балканског рата па све до његовог краја као артиљеријски мајор налазио се на истој дужности. Дана 23. августа 1913. године премештен је за командира 3. дивизиона брдске артиљерије. На том положају остао је до краја Другог балканског рата. Након овог рата унапређен је у артиљеријског потпуковника. Први светски рат га затиче на месту команданта брдског дивизиона Ужичке војске по командом генерала Милоша Божановића. За осведочену храброст на бојом пољу одликован је 31. маја 1915. године Орденом Белог орла са мачевима петог реда. Дана 11. септембра исте године, стављен на располагање а октобра месеца унапређен у чин артиљеријског пуковника, да би већ 9. марта 1916. године, постао командант дивизиона и целокупне артиљерије Шумадијске дивизије другог позива. Убрзо премештен за председника комисије за пријем спреме за 2. армију у Француској а потом именован начелником штаба артиљерије 1. армије. Дана 8. септембра 1917. године постаје лични ађутант регента Александра а од 18. фебруара 1918. године именован маршалом двора краља Петра I.
Након демобилизације и проглашења Краљевине СХС, 10. маја 1920. године одликован је Карађорђевом звездом четвртог реда. Две године касније 26. фебруара 1922. године, одликован је Орденом Светог Саве другог реда а 8. јуна исте године понео је и Карађорђеву звезду трећег реда. Дана 17. септембра 1923. године, назначен указом за вршиоца дужности Босанске артиљеријске бригаде са седиштем у Сарајеву. По указу се није поступило те враћен на дужност у ађутантуру. Након проглашења новог војног закона 21. октобра 1923. године унапређен је у чин артиљеријског бригадног генерала. Још две године провео ађутантури краља од 21. августа 1924. године и у исто време био маршал двора. Дана 30. новембра 1926. године разрешен свих дужности и стављен на располагање али пар дана касније 6. децембра исте године враћен у ађутантуру при двору. За команданта Потиске дивизијске области назначен 26. јануара 1927. године да би два дана касније постао командант Осјечке дивизијске области и предао је дужност маршала двора а у чин дивизијског генерала унапређен је 28. јуна исте године. Орденом Светог Саве првог реда одликован је 25. јануара 1928. године за дугогодишњи предан рад. Дана 6. септембра 1930. године одликован је Орденом Југословенске круне трећег реда. Следеће године тачније 22. априла 1931. постао је помоћник команданта четврте армијске области са седиштем у Загребу. Са те дужности премештен 8. маја 1936. године за председника Сталне испитне комисије за чин мајора а септембра месеца исте године одликован је Орденом Југословенске круне другог реда. На тој дужности дочекао је Други светски рат. Капитулацијом Југословенске војске у Априлском рату, одведен је у заробљеништво 1941. године. Након завршетка рата из логора Офлаг VI, вратио се у Југославију 1945. године. О свом учешћу у рату дао је Војно историјском институту 1946. године. Последње године живота живео је пензионерски повучено у свом стану у улици Нинчићева 8. Преминуо је 22. јула 1962. године.

## Породичне прилике
Био је ожењен од 1919. године Љубицом, кћерком Гаје Трифуновића, трговца из Горњег Милановца. Имао је троје деце, кћерку Јелицу и синове Јована и Љубишу.

## Унапређење у чинове
| Питомац Каплар | Питомац Поднаредник | Питомац Наредник | Потпоручник  | Поручник        | Капетан Друге класе |
| -------------- | ------------------- | ---------------- | ------------ | --------------- | ------------------- |
|                |                     |                  |              |                 |                     |
| 1896.          | 1897.               | 1898.            | 5. јун 1899. | 2. август 1902. | 1906.               |

| Капетан Прве класе | Мајор           | Потпуковник | Пуковник         | Бригадни генерал  | Дивизијски генерал |
| ------------------ | --------------- | ----------- | ---------------- | ----------------- | ------------------ |
|                    |                 |             |                  |                   |                    |
| 1. јануар 1910.    | 1. јануар 1912. | 1913.       | 1. октобар 1915. | 21. октобар 1923. | 28. јун 1927.      |

## Одликовања

### Домаћа одликовања
- Орден Карађорђеве звезде 3. и 4. реда
- Орден белог орла са мачевима 5. реда
- Орден белог орла 3. реда
- Орден Југословенске круне 2. и 3. реда
- Орден Светог Саве 2. реда
- Златна медаља за храброст (двапут)
- Сребрна медаља за храброст
- Медаља краља Петра I
- Медаља за војничке врлине
- Споменица за ослобођено Косово 1912.
- Спомен-крст 1913.
- Споменица на Први светски рат 1914—1918.
- Албанска споменица

### Инострана одликовања
- Орден Ђорђа I 2. реда, Грчка
- Орден Светог Спаситеља 3. реда, Грчка
- Краљевски Викторијански орден 2. реда, Енглеска
- Орден Св. Мауриција и Лазара 2. реда, Италија
- Орден Италијанске круне 2. реда, Италија
- Орден Полонија Реститута 3. реда, Пољска
- Орден за Војничке врлине 2. реда, Пољска
- Орден Румунске Звезде 2 и 3. реда, Румунија
- Орден Румунске круне 1. реда, Румунија
- Орден Свете Ане са мачевима 2. реда, Русија
- Орден Легије части 3. реда, Француска
- Ратни крст 1914—1918, Француска
- Орден Академских палми, Француска
- Орден Христовог гроба 1. реда, Јерусалимска патријаршија[3]